# Sally Nicholls
Sally Nicholls (Stockton-on-Tees, Inglaterra, 22 de junho de 1983 –) é uma premiada escritora de livros infanto-juvenis britânica.

## Vida
Nicholls nasceu e cresceu em Stockton-on-Tees, e frequentou a Great Ayton Friends' School (escola de orientação Quaker em Great Ayton, Inglaterra) até seu fechamento em 1997, quando foi transferida para a Eagglescliffe School, em Eagglescliffe, Inglaterra, distrito de sua cidade-natal, onde terminou seus estudos secundários em 2001.
Depois disso, Nicholls escolheu viajar pelo mundo. A autora conheceu Austrália e Nova Zelândia, permanecendo um período no Japão trabalhando num hospital da Cruz Vermelha.
Ela voltou ao Reino Unido para iniciar seus estudos de bacharelado na Universidade de Warwick, estudando Filosofia e Literatura. Terminando isso, ela entrou na Universidade Bath Spa, tomando seu grau de mestra no programa Escrevendo para Jovens, oferecida pela Escola de Inglês e Estudos Criativos da faculdade.
Em 2008, muda-se e passa a viver em Londres. Por conta de sua criação na fé quaker, ainda frequenta reuniões da Sociedade de Amigos na capital inglesa, inclusive participando da Reunião Geral dos Jovens Amigos.

## Escrita

### Publicações
O primeiro romance de Nicholls, Ways to Live Forever (Como Viver Eternamente na tradução brasileira/O menino que sonhava chegar à Lua, na tradução portuguesa) foi escrito durante seu período em Bath Spa. A história é sobre um garoto de onze anos chamado Sam que sofre de leucemia e está à beira da morte, e o que escreve é uma espécie de livro de memórias do garoto.
O livro foi originalmente publicado pela Marion Lloyd Books, parte da Scholastic Press, uma das maiores editoras do Reino Unido e do mundo, em janeiro de 2008. No Brasil, a tradução veio ao público pela Geração Editorial.
O segundo livro de Nicholls, Season of Secrets (Estação de Segredos), é inspirado na lenda do deus pagão do sol. Esse livro originalmente recebeu os nomes de The Green Man e The Midnight Hunter (O Homem Verde e O Caçador da Meia-Noite). Foi publicado na Inglaterra em abril de 2009, e no Brasil em 2010, sob o título A Menina que Conversava com o Verão, também pela Geração Editorial.

### Reconhecimento
•	Em 2006, foi agraciada com o Orange New Voices, competição de contos na qual ela ganhou na categoria infantil pelo conto All About Ella (Tudo sobre Ella, sem tradução no Brasil).
•	Como Viver Eternamente levou-a a receber o Waterstone’s Children’s Book Prize em 13 de fevereiro de 2008, que recebeu das mãos do Children’s Laureate, Michael Rosen.
•	A firma irlandesa Glen Dimplex concedeu a ela o prêmio de Melhor Escritora de 2008, tendo recebido um cheque no valor de €20,000 das mãos de Martin Naughton em 10 de novembro, em Dublin, Irlanda. Também por Como Viver Eternamente.
•	Em 2009, Como Viver Eternamente foi selecionado para concorrer ao Deutscher Jugendliteraturpries, prêmio de literatura concedido pela Alemanha.